# Ich war Cicero
Ich war Cicero war der zweite Fernsehfilm  der achtteiligen Filmreihe Interpol (1963–1967). Die Film war ursprünglich für eine weitere Fernsehreihe vorgesehen, die Streng geheim heißen sollte. Da diese nicht realisiert wurde, schlug die Produktionsfirma die Folge der Interpol-Reihe zu, da die Dramaturgie der beiden Reihen gleich angelegt war.

## Handlung
Cicero war der Deckname des Spions Elyesa Bazna, der durch den Schauspieler Georg Hartmann gespielt wurde, aber auch selber im Film zu sehen ist. Der Film beleuchtet das Leben und Wirken des Agenten. Im Film wurden auch Archivaufnahmen von Adolf Hitler, Winston Churchill und Joseph Stalin verwendet.

## Bücher
- 1962: Bazna Elyesa, Hans Nogly: Ich war Cicero – Die Bekenntnisse des größten Spions des Zweiten Weltkrieges; Kindler 1. Januar 1962, Asin: B00BO77WKE
- 1964: Bazna Elyesa, Hans Nogly: Ich war Cicero – Die Bekenntnisse des größten Spions des Zweiten Weltkrieges, Lichtenberg Verlag (München) 1. Januar 1964, 319 Seiten, Asin: B079SS165P